# Jerian Grant
Jerian Grant (Silver Spring, 9 de outubro de 1992) é um jogador de basquete profissional norte-americano que atualmente joga pelo Panathinaikos que disputa a EuroLiga e GBL.
Foi selecionado pelo Washington Wizards na primeira rodada do Draft da NBA de 2015 como a 19ª escolha geral, mas seus direitos foram negociados com o Atlanta Hawks, e em seguida com o New York Knicks, em troca de Tim Hardaway Jr.